# العلم في مجتمع حر
نُشر هذا العمل عام 1976 للفيلسوف النمساوي «باول فيرآبند»، ويدافع الكتاب عن مشروع نظريات العلم النسبية والفوضوية الفلسفية. كان قد عرض هذا الموقف من قبل عام 1975 في كتابه «ضد المنهج» وصاغ فيه النظريات الرئيسية. أولاً: يبين التاريخ العلمي أنه لا توجد منهجية عامة يلتزم بها العلم. علاوة على ذلك لا يمكن انه يكون هنك طريقة صالحة علمية.فالعلم منتج فقط في ظل ظروف التعددية المنهجية.أخيراً: نظراً لعدم وجود طريقة متميزة عالمياً ‘ تتبع الأطروحة النسبية أن الوصف العملي للعالم ليس متفوقاً على التقاليد الأخرى.
في «العلم في مجتمع حر» ربط فيرآبند موقفه من النظريات العلمية بمفهوم النظرية الاجتماعية ومبادئ العلوم السياسية ووفقاً لفيرابند فإن العديد من تقاليد المعرفة المختلفة تقترح منظمه جديدة بشكل أساسي للمؤسسة العلمية.                  إن العلماء والفلاسفة لا ينبغي عليهم أن يحكموا أياً من البرامج البحثية والأيدلوجيات التي ينبغي دعمها داخل المجتمع بل يجب على المواطنين إتخاذ قرار بشأن مثل هذه القضايا في العملية الديموقراطية ويجب أن يكون لهم الحق أيضا في التصويت ضد العقلانية العلمية السائدة. فكما قال فيرآبند:«مبادرات المواطنين بدلاً من نظرية العلم هي بالتالي مطلب رئيسي.» فكرة العمل / منشأ العمل:  نُشر «العلم في مجتمع حر»  لأول مره عام 1978 باللغة الإنجليزية بعنوان " Science in a free society" بعد ثلاثة سنوات من كتاب «ضد المنهج»                                                                 يصف فيرآبند هذا الكتاب بانه موسوعة ضمت الأفكار التي قد صاغها بالفعل منذ سنوات أو حتى عقود مضت. الا أن انتقاده للنظرية العلمية المعاصرة ومفهوم المنهج العلمي العام كان معروفا فقط لدائرة صغيرة نسبيا من الفلاسفة قبل عام 1975 . غير ان شعبية «ضد المنهج» غيرت هذا الموقف وأدت إلى ردود فعل رافضة حد السخط من قبل العلماء والفلاسفة. من ناحية قوبلت دعوة فايرآبند للنسبية الابستمولوجية بعدم الفهم. ومن ناحية أخرى أنتُقد أسلوب الكتاب باعتباره مؤلما وعدوانيا.

## وصلات خارجية
لم يتم العثور على روابط لمواقع التواصل الاجتماعي.